# William Dunlop Brackenridge
William Dunlop Brackenridge ( 1810-1893) fue un horticultor, y botánico escocés.

## Biografía
Fue asistente botánico y horticultor en la Expedición estadounidense de Exploración o Expedición Wilkes de 1838-1842. Originariamente, el reconocido botánico Asa Gray iba a ser el botánico jefe, y William Rich, de Washington D. C., socialista e hijo de un embajador, sería el asistente. Sin embargo, Gray nunca fue a la expedición debido a tener un trabajo académico, y Rich fue nombrado botánico, por lo que necesitaba un nuevo asistente. Rich habría sido de poca utilidad en el viaje, y casi todo el trabajo de recolección lo realizó Brackenridge.
Brackenridge fue asignado al barco "U.S. Vincennes". En 1839, recolectó especímenes vegetales en los Distritos de Sídney y del río Hunter de New South Wales, Australia. Durante 1841 a 1842, las naves exploraron las costas de Oregón y de California, con viajes hacia el interior. Después del regreso, siguió trabajando con las plantas recolectadas y escribió el informe de distancia de la expedición, incluido en el informe global botánico escrito por Asa Gray. Después de 1855, vivió en Baltimore, y trabajó como jardinero y arquitecto paisajista. Cerca del monte Shasta, descubrió la especie de California Darlingtonia californica, uno de los éxitos notables de la expedición; y eligió el nombre del género en honor a su amigo de Pensilvania William Darlington.
Era un extraordinario caminador, resistente. Toda su familia junto con su esposa Isobel eran presbiterianos. Tuvieron al menos cuatro hijos: Agnes (1846), Robert Buist (1847), William D. (1850), Jane Henderson Brackenridge (1854).

## Honores

### Epónimos
- Pasaje Brackenridge, en el fiordo Puget

Género
- (Ochnaceae) Brackenridgea A.Gray, de (Fiyi y de Australia)[1][2]

Especies
- (Adiantaceae) Pityrogramma brackenridgei (Carrière) Maxon[3]
- (Asclepiadaceae) Tylophora brackenridgei A.Gray[4]
- (Blechnaceae) Stenochlaena brackenridgei (Carrière) Underw.[5]
- (Brassicaceae) Draba brackenridgei A.Gray[6]
- (Cyatheaceae) Cyathea brackenridgei Mett.[7]
- (Davalliaceae) Pachypleuria brackenridgei (Brownlie) M.Kato[8]
- (Dicksoniaceae) Dicksonia brackenridgei Mett.[9]
- (Dryopteridaceae) Aspidium brackenridgei Mett.[10]
- (Fabaceae) Tragacantha brackenridgei Kuntze[11]
- (Gleicheniaceae) Gleichenia brackenridgei E.Fourn.[12]
- (Lomariopsidaceae) Lomariopsis brackenridgei Carr. in Seem.[13]
- (Malvaceae) Hibiscus brackenridgei A.Gray subsp. molokaianus (Rock ex Caum) F.D.Wilson[14]
- (Melastomataceae) Clidemia brackenridgei A.Gray[15]
- (Myrsinaceae) Myrsine brackenridgei A.Gray[16]
- (Myrtaceae) Eugenia brackenridgei A.Gray[17]
- (Pittosporaceae) Pittosporum brackenridgei A.Gray[18]
- (Polypodiaceae) Polypodium brackenridgei Hook.[19]
- (Rubiaceae) Psychotria brackenridgei K.Schum.[20]
- (Sapindaceae) Cupania brackenridgei A.Gray[21]
- (Thelypteridaceae) Lastrea brackenridgei Carr. in Seem.[22]
- (Woodsiaceae) Diplazium brackenridgei Diels in Schum. & Laut.[23]

## Vegetales nombrados por W.D. Brackenridge
(lista no taxativa)
- Diocidopteris Brack. (genus)
- Diellia Brack. (genus; hoy en Asplenium L.)
- Darlingtonia californica Brack.
- Onychium densum Brack.: hoy Aspidotis densa (Brack.) Lellinger
- Antrophyum subfalcatum Brack.
- Cyrtogonium palustre Brack.: hoy Bolbitis palustris (Brack.) Hennipman
- Sitolobium samoense Brack.: hoy Dennstaedtia samoensis ( Brack.) T.Moore
- Gymnogramme pilosa Brack.: hoy Coniogramme pilosa (Brackenr.) Hieron.
- Blechnum coriaceum (Brack.) Brownlie
- Blechnum vittatum Brackenr.
- Polypodium sarmentosum Brack.: hoy Adenophorus sarmentosus ( Brack. ) K.Wilson
- Goniopteris costata Brack.: hoy Pneumatopteris costata (Brackenr.) Holtt.
- Lastrea attenuata Brack.: hoy Plesioneuron attenuatum (Brackenr.) Holtt.
- Goniopteris glandulifera Brack.: hoy Pneumatopteris glandulifera (Brack.) Holtt.
- Elaphoglossum inlermedium Brack.
- Pteris sinuata Brack.
- Oleandra hirta Brack.

## Algunas publicaciones
- United States Exploring Edition Report, Vol. XVI - Botany - Filices. 1854
- United States Exploring Edition Report, Vol. XVI - Botany - Filices: Atlas. 1856

- La abreviatura «Brack.» se emplea para indicar a William Dunlop Brackenridge como autoridad en la descripción y clasificación científica de los vegetales.[24](antes Brackenr.)